# Zámrsk

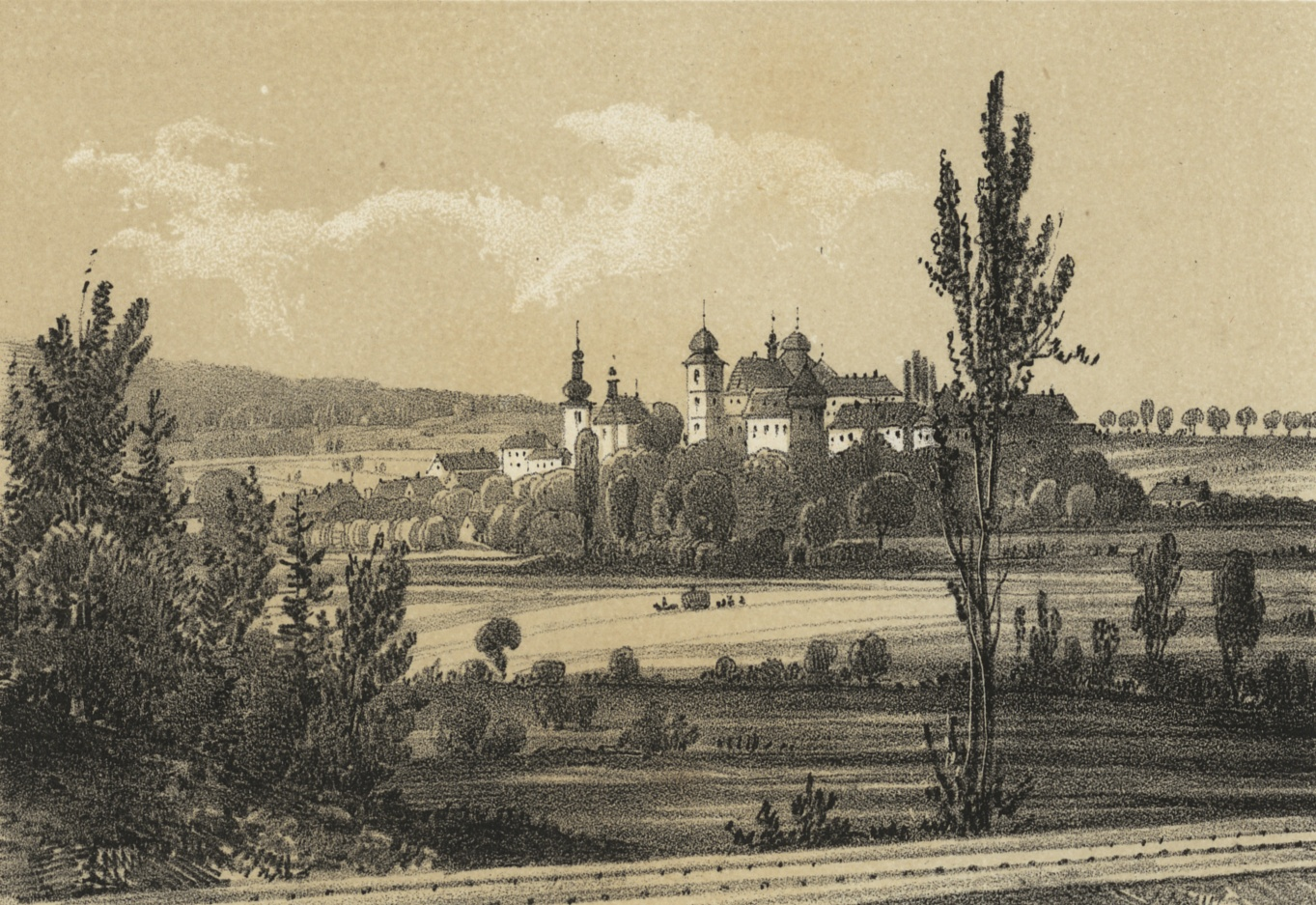
Ansicht von Zámrsk im Jahre 1845

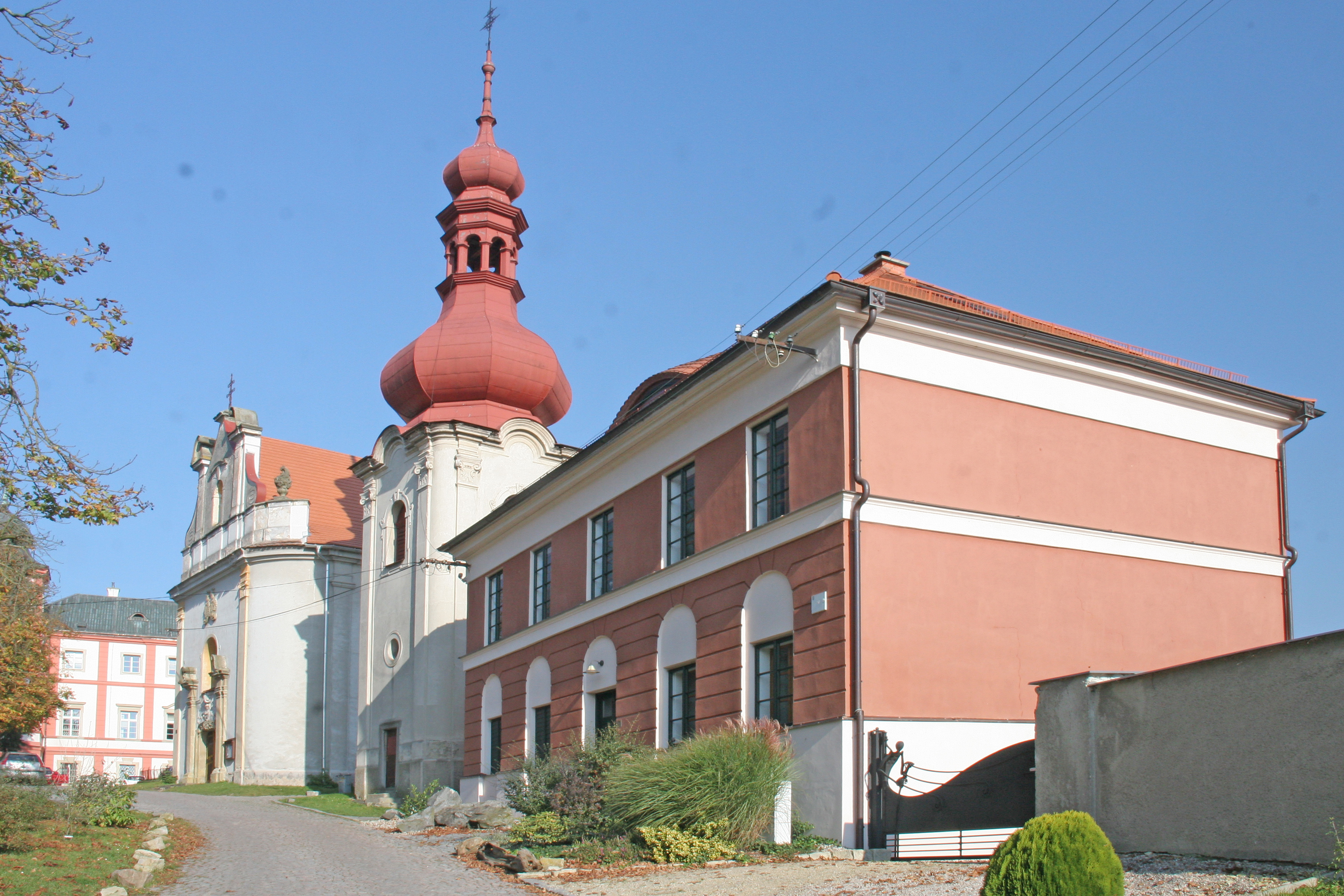
Kirche des hl. Martin

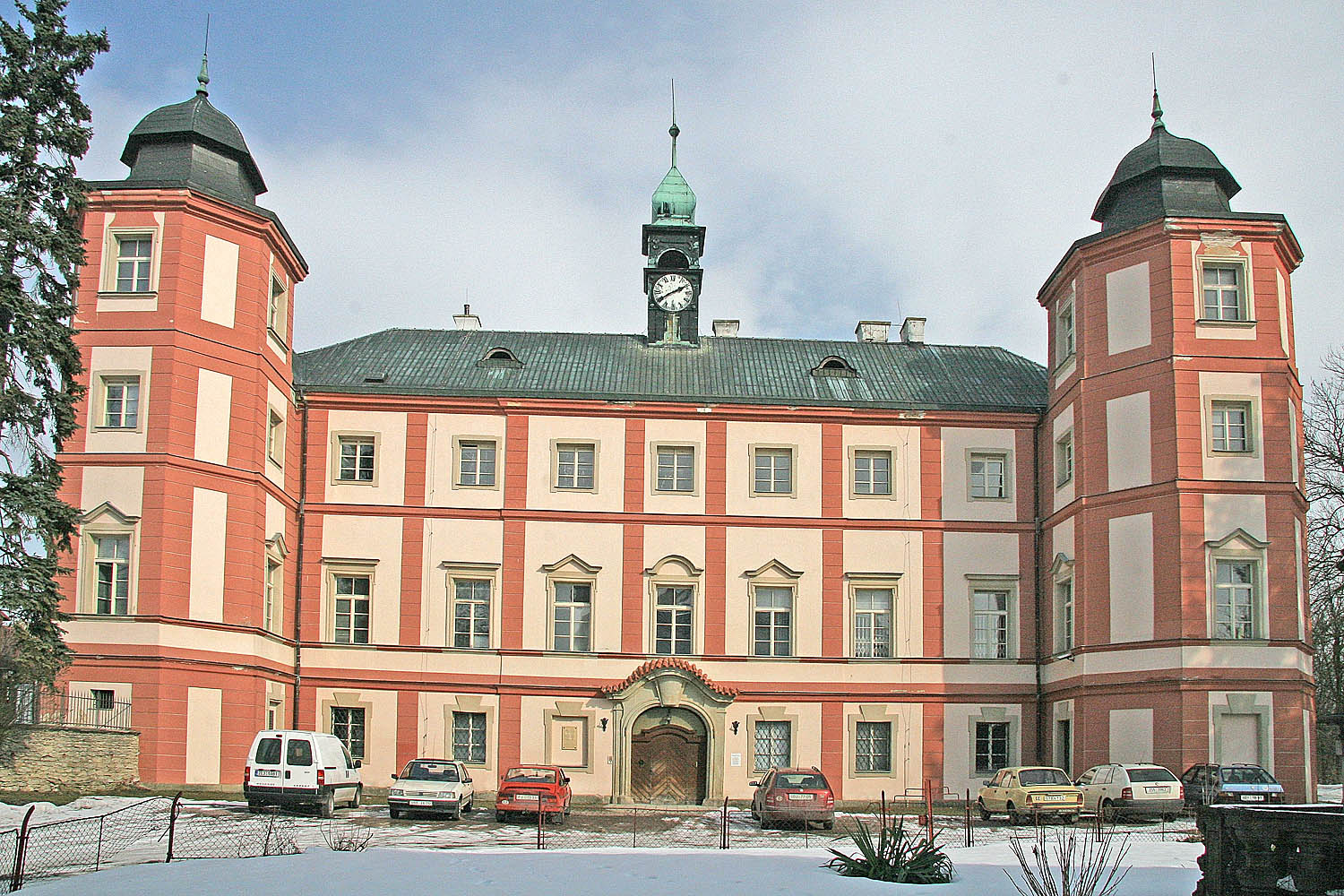
Schloss Zámrsk

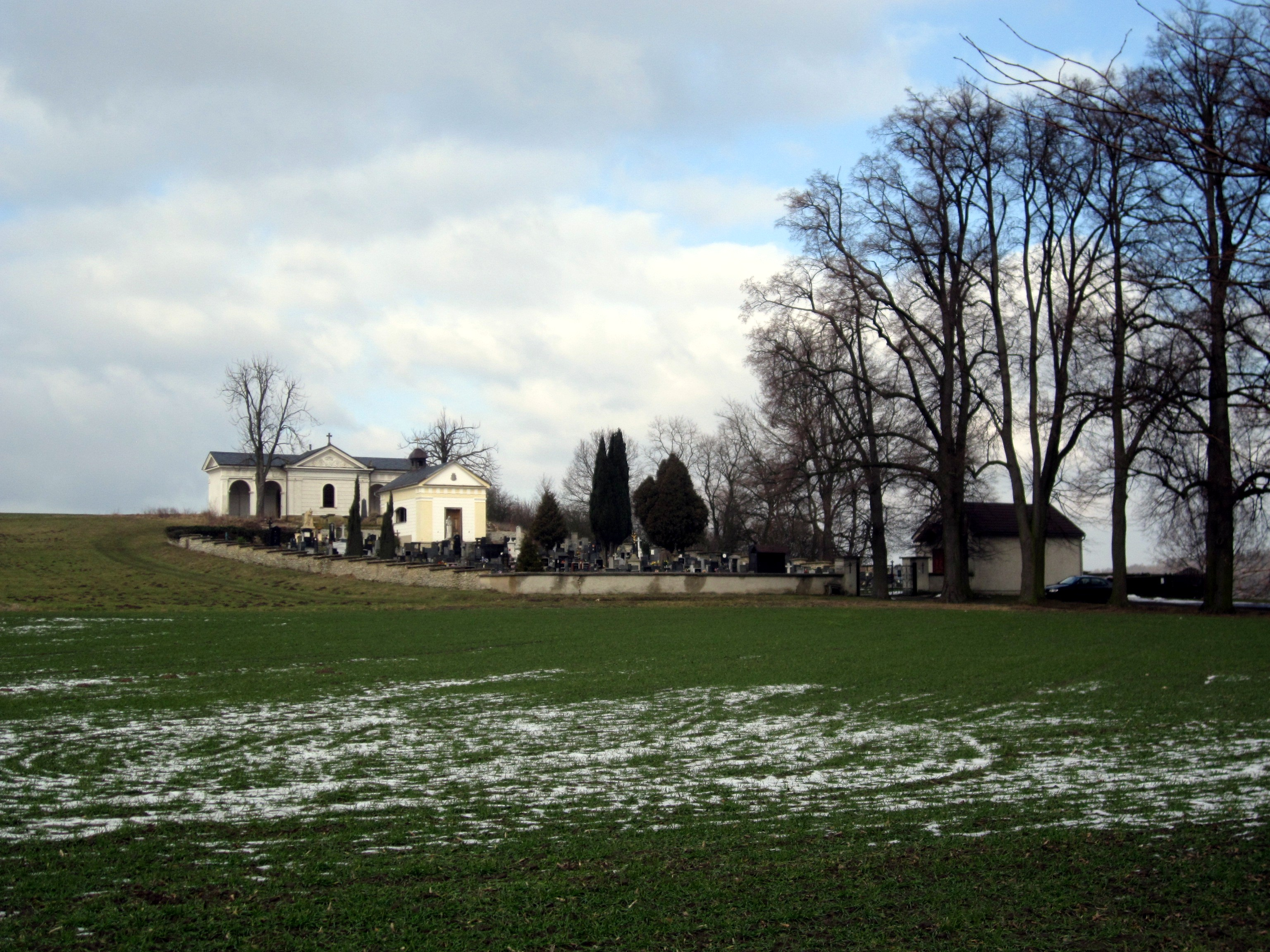
Friedhof Zámrsk

Zámrsk (deutsch Zamrsk, auch Samrsk) ist eine Gemeinde in Tschechien. Sie befindet sich fünf Kilometer nordwestlich von Vysoké Mýto und gehört zum Okres Ústí nad Orlicí.

## Geographie
Zámrsk liegt beiderseits der Loučná auf der Choceňská tabule (Chotzener Tafel). Nördlich des Dorfes verläuft die Bahnstrecke Česká Třebová–Praha; der Bahnhof Zámrsk liegt anderthalb Kilometer nordwestlich bei der gleichnamigen Siedlung Nádraží Zámrsk.
Nachbarorte sind Rzy, Dobříkov und Hluboká im Norden, Sruby und Slatina im Osten, Šnakov und Vysoké Mýto im Süden, Svatý Mikuláš und Vraclav im Südwesten, Nová Ves, Malejov, Radhošť und Janovičky im Westen sowie Nádraží Zámrsk und Týnišťko im Nordwesten.

## Geschichte
Zámrsk wurde erstmals 3. Dezember 1349 als Pfarrort des Bistums Leitomischl urkundlich belegt, als der Prager Erzbischof Ernst von Pardubitz in einem Schreiben an Papst Clemens VI. die Existenz einer Pfarrkirche in Zámrsk erwähnte. Für 1469 ist eine Burg nachgewiesen, die im Besitz des Vaňek von Zámrsk war und von einem Heer des Matthias Corvinus zerstört wurde. An ihrer Stelle errichteten die Lukavský von Lukawitz im 16. Jahrhundert ein Schloss im Stil der Renaissance.
1613 waren Schloss und Herrschaft im Besitz des Karl Kapoun von Swojkow (Karel Kapoun ze Svojkova). Wegen dessen Beteiligung am böhmischen Ständeaufstand von 1618 wurde sein Vermögen nach der Schlacht am Weißen Berg vom Kaiser konfisziert und 1623 für 28.000 Gulden an Albrecht von Waldstein verkauft, der die Güter Zámrsk und Dobříkov vereinigte und noch im selben Jahre an Vinzenz Muschinger von Gumpendorf veräußerte. Nach dessen Tod wurde Dobříkov 1628 wieder von Zámrsk abgetrennt und an Theresia Margarethe von Schönkirchen verkauft. Nach mehreren Besitzerwechseln erwarben 1648 die Grafen Kolowrat-Liebsteinsky die Herrschaft Zámrsk. Zum Ende des 17. Jahrhunderts besaß Leopold Ulrich Kolowrat-Liebsteinsky auf Adersbach das Gut. Ende 1704 erwarben die Grafen von Kolowrat-Liebsteinsky auch das Gut Dobříkov und vereinten beide Güter zu einem Allodialgut Dobřikau. Herrschaftssitz wurde das neue Schloss Zámrsk. In den 1740er Jahren war Johann Norbert Kolowrat-Liebsteinsky, dessen Sohn Hieronymus hier geboren wurde, Besitzer von Zámrsk. Um 1750 gelangte das Gut an die Grafen von Bubna und Lititz. Josepha von Bubna und Lititz verkaufte das Gut 1780 an Georg Jenik Zásadský, Ritter von Gamsendorf, der das Dorf Nová Ves gründete. Nachfolgende Besitzer waren Georgs Neffe Dionys Zásadský von Gamsendorf und danach dessen Sohn Friedrich.
Im Jahre 1835 umfasste das im Chrudimer Kreis gelegene Allodialgut Zamrsk, das in der Landtafel weiter als Allodialgut Dobřikau geführt wurde, eine Fläche von 3215 Joch 735 Quadratklafter. Die Herrschaft betrieb zwei Meierhöfe in Zamrsk und Dobřikau sowie zwei ergiebige Steinbrüche, deren Material zum Bau der Königgrätzer Chaussee verwendet wurde. Die umfangreichen herrschaftlichen Wälder erstreckten sich geschlossen entlang an der Grenze zum Königgrätzer Kreis; eingeteilt waren sie in das Dobřikau Revier (555 Joch) und Zamrsker Revier (262 Joch). Das geschlagene Holz konnte auf der Stillen Adler bis in die Elbe geflößt werden. Zum Gut Zamrsk gehörten die Dörfer Zamrsk, Neudorf, Dobřikau, Jaroslau und Wysoka mit insgesamt 1765 Einwohnern, darunter fünf helvetischen und einer jüdischen Familie. Haupterwerbsquelle war die Landwirtschaft, im Winter wurde Flachs gesponnen.
Das Dorf Zamrsk  bestand aus 69 Häusern, in denen 417 Personen, darunter eine helvetische und eine jüdische Familie, lebten. Auf dem Hügel gegenüber dem am linken Ufer der Laučna gelegenen Dorf befanden sich das Schloss mit einem Küchen-, Obst- und Ziergarten, das Bräuhaus, der Meierhof sowie die unter obrigkeitlichen Patronat stehende Pfarrkirche des hl. Martin, Pfarrei und Schule. Außerdem gab es im Ort eine Schäferei, eine Branntweinbrennerei, ein Einkehrhaus, eine Bierschänke, eine Papiermühle sowie eine Getreidemühle mit Brettsäge. Zamrsk war Pfarrort für Neudorf, Dobřikau, Rzy und Slatina. Im Jahre 1845 wurde der Verkehr auf der Bahnstrecke Česká Třebová–Praha aufgenommen, auf freiem Feld bei Janovičky entstand die Bahnstation Zamrsk. Bis zur Mitte des 19. Jahrhunderts bildete Zamrsk das Amtsdorf des Allodialgutes Zamrsk.
Nach der Aufhebung der Patrimonialherrschaften bildete Zámrsk ab 1849 mit dem Ortsteil Nová Ves eine Gemeinde im Gerichtsbezirk Hohenmauth. Ab 1868 gehörte die Gemeinde zum politischen Bezirk Hohenmauth. 1869 hatte Zámrsk 650 Einwohner und bestand aus 80 Häusern. Im Jahre 1900 lebten in dem Dorf 517 Menschen, 1910 waren es 602. Im Jahre 1930 hatte Zámrsk 539 Einwohner. Zwischen den 1950er und 1970er Jahren wurde westlich des Schlossparkes eine neue Wohnsiedlung angelegt, ebenso entstand am Bahnhof die Bahnhofsiedlung. Seit 1960 gehört die Gemeinde zum Okres Ústí nad Orlicí. Am 1. Januar 1962 wurde Janovičky eingemeindet. Die Siedlung Na Skalce entstand in den 1990er Jahren. Beim Zensus von 2001 lebten in den 127 Häusern von Zámrsk 371 Personen. Seit 2002 führt die Gemeinde ein Wappen und Banner.

## Gemeindegliederung
Die Gemeinde Zámrsk besteht aus den Ortsteile Janovičky (Janowitz), Nová Ves (Neudorf) und Zámrsk (Zamrsk).  Grundsiedlungseinheiten sind Janovičky, Nádraží Zámrsk, Nádraží Zámrsk-západ, Nová Ves und Zámrsk. Zu Zámrsk gehört zudem die Einschicht Malejov.
Der Kernort Zámrsk wird traditionell in fünf Ortslagen eingeteilt: Ves – die Häuserzeile unterhalb des Schlosses im Tal der Loučná, Stará Ves – das alte Dorf auf der anderen Seite des Flusses, Úvoz, Závodní strana sowie Sídliště – die Siedlung linksseitig der Straße nach Choceň.
Das Gemeindegebiet gliedert sich in die Katastralbezirke Janovičky u Zámrsku und Zámrsk.

## Sehenswürdigkeiten
- Schloss Zámrsk, nach der Verstaatlichung diente es ab 1947 als Erziehungsanstalt für jugendliche Straftäter, in der ab 1948 vornehmlich wegen Verstößen gegen das kommunistische Regime Verurteilte untergebracht waren. Seit 1959 ist das Staatliche Archiv der Regionen Pardubitz und Königgrätz im Schloss Zámrsk untergebracht.
- Die  Rokoko-Kirche St. Martin mit freistehendem spätbarockem Glockenturm wurde 1781/82 an der Stelle einer gotischen Kirche errichtet. In der Kirche befinden sich die Grabsteine des Wenzel Lukawsky von Lukawitz und Johann Lukawsky von Lukawitz († 1541). Die Orgel wurde 1910 gebaut. Die 1596 von der Prager Glockengießerwerkstatt Brick von Cimperk gegossene Glocke stammt aus der 1792 abgebrochene Kirche zur Maria in der Wiege oder an der Pfütze (kostel Panny Marie Na louži) in der Prager Altstadt.
- Statue des hl. Johannes von Nepomuk, vor der Kirche, geschaffen 1727
- Friedhof Zámrsk, nördlich des Schlosses an der Straße nach Dobříkov. Auf dem Friedhof befinden sich die klassizistische Gruft  der Familie Jenik Zásadský von Gamsendorf von 1847 und die 1884 im Neorenaissancestil errichtete Loggiagruft der Familie Gottlov mit der Kapelle zum Heiligen Kreuz.
- Brennerei und Stärkefabrik an der Loučná, ehemals eine Mühle
- Bahnhof Zámrsk, Technisches Denkmal

## Söhne und Töchter der Gemeinde
- Ferdinand Graf von Bubna und Littitz (1768–1825), österreichischer Feldmarschallleutnant